# Хан, Ханиф
Ханиф Хан (урду حنیف خان‎, англ. Hanif Khan, 5 июля 1959, Карачи, Пакистан) — пакистанский хоккеист (хоккей на траве), полевой игрок. Олимпийский чемпион 1984 года, бронзовый призёр летних Олимпийских игр 1976 года. Двукратный чемпион мира 1978 и 1982 годов.

## Биография
Ханиф Хан родился 5 июля 1959 года в пакистанском городе Карачи.
Играл в хоккей на траве за «Пакистан Кастомз» из Карачи.
В 1976 году вошёл в состав сборной Пакистана по хоккею на траве на летних Олимпийских играх в Монреале и завоевал бронзовую медаль. Играл в поле, провёл 3 матча, забил 2 мяча (по одному в ворота сборных Новой Зеландии и Нидерландов).
В 1978 и 1982 годах в составе сборной Пакистана завоевал золотые медали чемпионата мира.
В 1984 году вошёл в состав сборной Пакистана по хоккею на траве на летних Олимпийских играх в Лос-Анджелесе и завоевал золотую медаль. Играл в поле, провёл 7 матчей, забил 2 мяча (по одному в ворота сборных Кении и Канады).
В том же году удостоен награды Pride of Perfomance.
В 1976—1985 годах провёл за сборную Пакистана 177 матчей, забил 127 мячей.
В 2014 году награждён орденом Совершенства.